# Gráfelli
Gráfelli är ett berg som är 856 meter över havet och därmed Färöarnas näst högsta berg. Gráfelli ligger på ön Eysturoy i nordöstra Färöarna i närheten av Funningur, sydost om Slættaratindur (880 meter över havet). Kanjonen mellan Slættaratindur och Gráfelli kallas för Bláaberg (640 meter över havet).

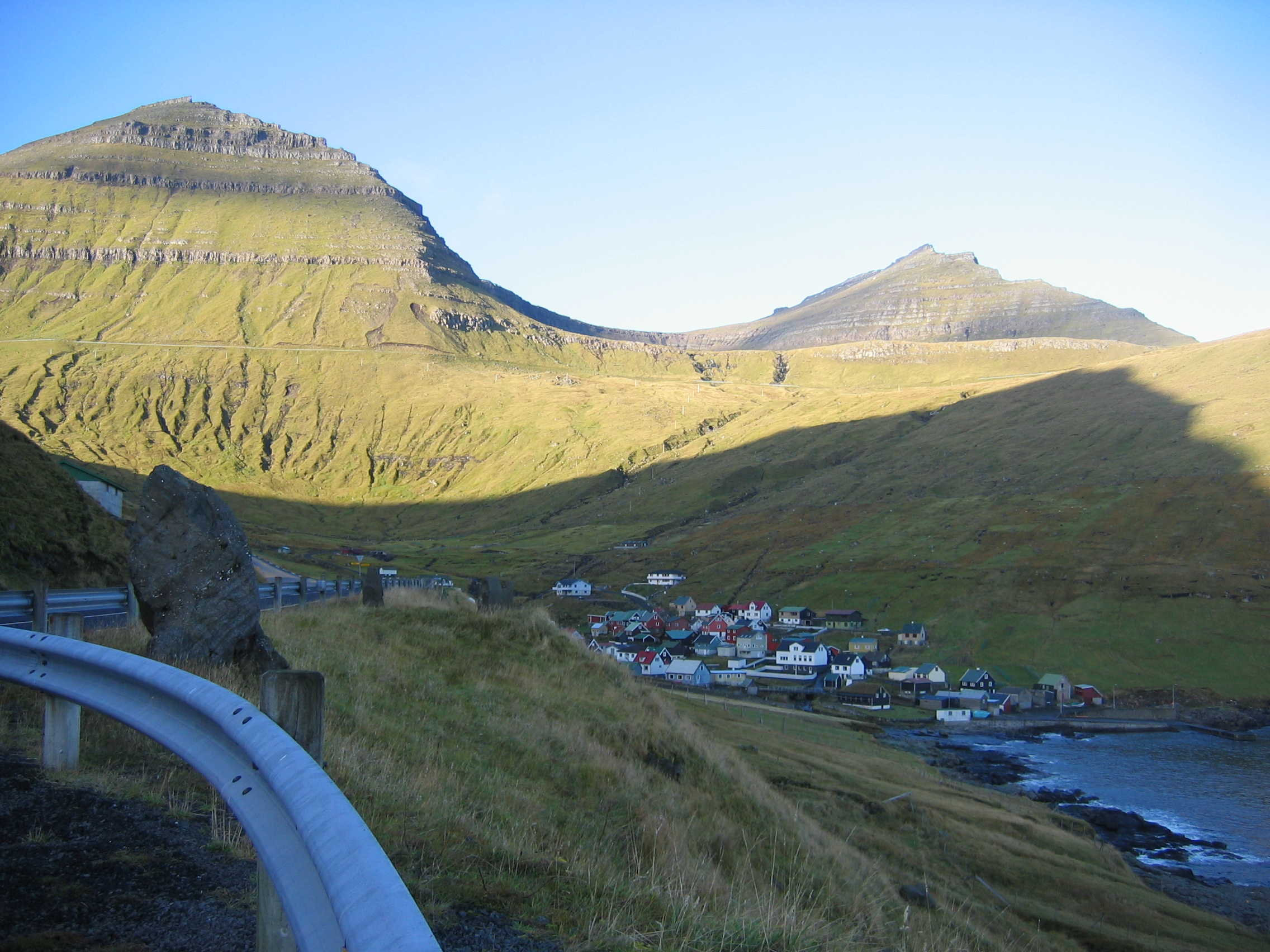
Byn Funningur i förgrunden med Slættaratindur till vänster och till höger, i bakgrunden Gráfelli.